# Tendon (Vosges)
Tendon település Franciaországban, Vosges megyében. Lakosainak száma 504 fő (2022. január 1.). Tendon Faucompierre, Laveline-du-Houx, Rehaupal, Le Tholy, Cleurie, Saint-Étienne-lès-Remiremont, Éloyes és Xamontarupt községekkel határos.

## Népesség
A település népessége az elmúlt években az alábbi módon változott:
| Lakosok száma | 511  | 523  | 530  | 516  | 513  | 510  | 510  | 506  | 504  |
|               | 2013 | 2015 | 2016 | 2017 | 2018 | 2019 | 2020 | 2021 | 2022 |